# Börtingtjärnen (Stensele socken, Lappland, 722879-157268)
Börtingtjärnen är en sjö i Storumans kommun i Lappland och ingår i Umeälvens huvudavrinningsområde.